# ギガビット・イーサネット
ギガビット・イーサネット (Gigabit Ethernet, GbE)は、最大通信速度が1ギガビット毎秒(1Gbps)である仕様のイーサネットの規格。1GbEとも表記される。
長年にわたって1GbEを利用した1Gbpsのネットワークが個人レベルでは標準となっていたが、2018年頃より2.5Gbpsおよび5Gbpsのマルチギガビット・イーサネット、10Gbpsの10ギガビット・イーサネット環境を実現するNASやハブ、PCカードなどが低価格化してきており、通信量の増大および無線通信規格などに対してボトルネックとなっていたLAN速度が個人レベルでも数倍に高速化することが予想されている。

## 歴史
ギガビット・イーサネットは、100メガビット・イーサネットに続く通信速度を持つプロトコルとして開発された。1998年に最初に標準化されたIEEE 802.3zでは、光ファイバ規格1000BASE-SX、1000BASE-LXと、短距離銅線ケーブル規格1000BASE-CXが策定された。光ファイバは企業の基幹的なバックボーンLAN回線に使用される場合が多い。1999年には802.3abとしてUTPケーブルを使う1000BASE-Tが登場し、家庭内の有線LAN接続では最も普及している。
2004年に標準化された802.3ahはEFM (Ethernet in the First Mile)と呼ばれ、宅内からプロバイダ拠点までの加入者線接続での利用を意図して策定された。これによりギガビットイーサネットやファーストイーサネットのいくつかのプロトコルが拡張されている。主にFTTHに用いられ、実質的に光インターネット接続の主流となった。
半二重通信とCSMA/CDをサポートした最後のイーサネット規格であるが、これらを実装したリピータ動作規定は2011年9月の改版をもって更新停止となっている。実際にはGbEはほぼ全二重通信で行われている。

## 種別
ギガビット・イーサネットには様々な物理層規格があり、いずれもスループット1Gbpsを実現する。以下に一覧を示す。
| 名称       | 名称                           | 規格             | ケーブル   | 距離長   | 用途                      |
| ---------- | ------------------------------ | ---------------- | ---------- | -------- | ------------------------- |
| 1000BASE-X | 1000BASE-SX                    | 802.3z-1998      | MMF        | 550m     | 光ファイバ短距離          |
| 1000BASE-X | 1000BASE-LX                    | 802.3z-1998      | SMF        | 5km      | 光ファイバ中距離          |
| 1000BASE-X | 1000BASE-LX10 (1000BASE-EX/ZX) | 802.3ah-2004     | SMF        | 10-120km | 光ファイバ長距離          |
| 1000BASE-X | 1000BASE-BX10                  | 802.3ah-2004     | SMF        | 10km     | 光ファイバ1芯             |
| 1000BASE-X | 1000BASE-PX                    | 802.3ah-2004     | SMF (PON)  | 20km     | 1G-EPON                   |
| 1000BASE-X | 1000BASE-CX                    | 802.3z-1998      | 銅線2対4線 | 25m      | データセンター内LAN短距離 |
| 1000BASE-X | 1000BASE-KX                    | 802.3ap-2007     | 基板上配線 | 1m       | 回路配線                  |
| 1000BASE-T | 1000BASE-T                     | 802.3ab-1999     | Cat.5      | 100m     | ツイストペア              |
| 1000BASE-T | 1000BASE-T1                    | 802.3bp-2016     | 撚対線1対  | 15m      | 車載用ツイストペア        |
| 1000BASE-T | 1000BASE-TX                    | TIA/EIA-854-2001 | Cat.6      | 100m     | ツイストペア(送受分離)    |
| 1000BASE-H | 1000BASE-RH                    | 802.3bv-2017     | POF        | 50m      | プラスチック光ファイバ    |

1000BASE-Xの各規格では、共通して符号化に8b/10bを使用する。これはANSI INCITSの規定したファイバーチャネルの方式を取り入れたもので、8ビットの元データを0/1が連続とならないようにあらかじめ決めてある10ビットに拡張することで受信信号のクロック同期が容易になるように設計されている。
ほぼすべての規格でオートネゴシエーション(イーサネット機器同士の自動認識)がサポートされる。特にツイストペアケーブル規格では、1000BASE-Tは10BASE-T、100BASE-TX、2.5GBASE-T、5GBASE-T、10GBASE-T対応機器との接続互換性がある。一方で、光ファイバ規格でもオートネゴシエーションがサポートされているが、複数の通信速度のサポートを通知することはできず、1000BASE-Xを100BASE-FXや10GBASE-R対応機器とは接続することはできない。

### 1000BASE-T

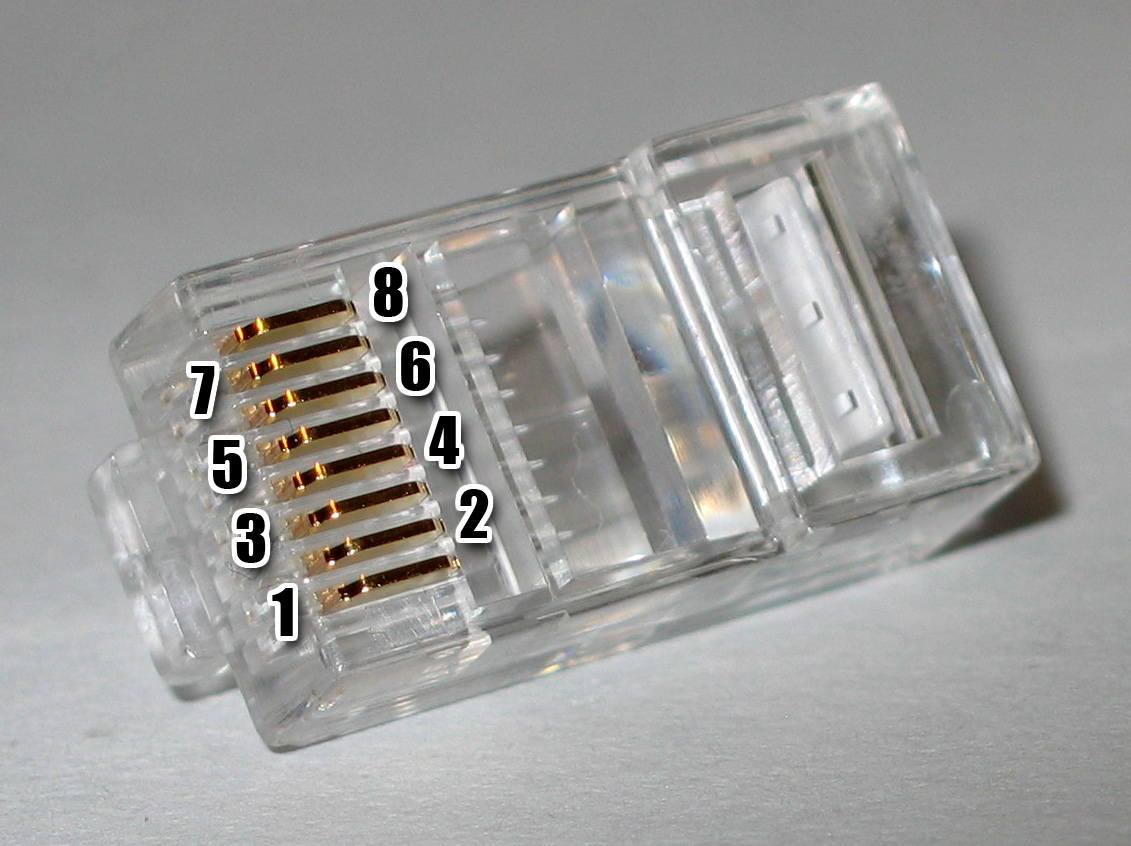
8P8C モジュラプラグのピン配置

1999年にIEEE 802.3abとして標準化。2010年現在GbEとしては最も普及している。
伝送路としてカテゴリ5 (Cat.5) 以上のツイストペアケーブルを最長100m接続できる。既設の100BASE-TXと同じカテゴリが使われ互換性が高いため家庭用にも普及した。Cat.5のケーブル仕様はEIA/TIA-568-A-1995およびISO/IEC 11801:1995で規定されたが、1000BASE-Tの要件に沿うようにそれぞれ2001年・2002年に一部仕様が更新されており、これを特にCat.5e（エンハンスト・カテゴリ5）と呼ぶことがある。
ツイストペアケーブルの4対8線のより対線を使用し、各ペアに250Mbpsのデータレートを持たせる事で1Gbpsを実現する。片方向の伝送に4対すべてを使っているが、ハイブリッド回路を使用してエコーをキャンセルすることで4対すべてで同時に送受信可能となり、伝送路全体として全二重通信を達成している。
符号化は、電圧レベルを5値に分割し、1クロックで2ビットの情報を送るパルス振幅変調 (PAM5) を使用することで周波数を低く抑えている。これは8B1Q4 (8-bit to 1-clock 4-quinary symbol)と呼ばれる方式で、元データに8ビットごとにエラー検出ビットを付加して9ビット化し、さらに9ビットのデータ (0 - 511) を4分割してそれぞれ「+1.0V、+0.5V、0V、-0.5V、-1.0V」の5つの電圧の組み合わせ (54=625) に割り振る「4次元5値シンボル化」(4D-PAM5)によって4対の伝送路に送出する。この符号化によって最終的な信号は約80MHzの周波数帯域に収まり、周波数特性100MHzの安価なCat.5のUTPケーブルでの運用が可能となった。符号化処理によって毎秒1Gbitのデータを8ビットごとに送り出しているために、シンボル・レートは100BASE-TXと同じ125MBaudとなる。
1000BASE-Tではオートネゴシエーションが必須となっており、結線時にファスト・リンク・パルス (FLP) と呼ぶ自動認識用信号を送り出してお互いの通信速度や全二重/半二重などの対応機能仕様を教えあってリンクを確立する。相手がオートネゴシエーションに対応していない10BASE-Tや100BASE-TXの場合は、ノーマル・リンク・パルスやアイドル信号というそれぞれの固有信号形式によって判別して通信設定を行うことで下位互換性を実現している。1000BASE-T同士の場合はこのFLPをクロック・タイミングの同期の主従決定に利用している。
また、オプションとしてケーブル接続時のストレート・クロス自動判別機能(Auto MDI/MDI-X)が規定された。多くの機器で実装されており、クロスケーブルが不要となった。

### 1000BASE-TX

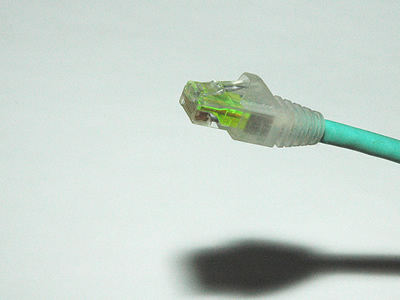
1000BASE-TX対応のケーブル

2001年にTIA/EIA-854として標準化された。伝送路としてカテゴリ6 (Cat.6) 以上のUTPケーブルを最長100m接続できる。ツイストペア4対のうち、送信専用に2対、受信専用に2対、それぞれに500Mbpsの帯域を持たせることで1Gbpsを実現する。
IEEE規格ではなく、規格名称に"X"とあるが8b/10bを用いていない。符号化は、1000BASE-Tと同様のPAM5シンボルを2つの伝送路で倍速動作させたものになっている。伝送路を送受で共用しないため1000BASE-Tよりも高周波数の信号を流す必要があり、それまで普及していたカテゴリ5までのケーブルを使用できない代わりに、機器は簡易な回路実装で低価格化できるとされていた。しかし、先行して量産された1000BASE-T機器の急速な価格低下と普及により、製品化前に優位性がなくなりその存在意義を失った。当初は1000BASE-Tとの誤表記や機器間の信号の非互換、フルクロスケーブルが1000BASE-Tと共通使用できないなどが懸念されていたが、対応チップも量産されず一般的なNICやハブなどの対応製品は存在していないためほとんど問題とならなかった。GbE普及期にケーブルやコネクタ部品の対応規格として表記されることがあった。
主な使用例として工事用特殊自動車のシステルや家庭用ゲーム機内部のロットが挙げられる。

### 1000BASE-T1
2016年にIEEE 802.3bpとして標準化。車載向けに開発され、100BASE-T1 (IEEE 802.3bw)と並行して標準化が進められた。
伝送路としてツイストペアケーブルの1対2線を使用する。特定のコネクタやケーブルは規定されていないが、挿入損失・反射損失・漏話特性などが規定されている。これらの電気的性能に基づき、リンクセグメントタイプとして2種の距離長が用意されており、タイプAでは最長15m、タイプBでは最長40mの接続が可能となっている。
後発の802.3bu-2016ではPoEのような給電にも対応しており、特にこの形態のものは PoDL (Power over Data Lines)と呼ぶ。
符号化では、80b/81b変換、RS-FEC(4050,3654)付加、スクランブル処理、3B2T (3-bit to 2-ternary)などを経てPAM3シンボルを生成し、回線速度750MBaudでデータレート1Gbpsを達成している。
その高速処理速度ゆえに近年の自動車カーナビのほとんどに搭載されている。

### 1000BASE-CX
1998年にIEEE 802.3zとして標準化。伝送路として平衡接続した銅線2対4線の両端をシールド付きコネクタで150Ω終端したケーブルを用いる。これは同軸ケーブルやSTPケーブルとは異なり、コネクタにはD-sub 9ピンコネクタ(IEC 60807-3)またはRJ-45とピン配置が異なるHSSDCコネクタ (IEC 61076-3-103)を使う。最長25mの接続が可能。
銅線上に8b/10bシンボルを1.25 GBaudの回線速度で伝送するため、電気的性能として1000BASE-SX/LXでの接続と同等の水準が要求され、接続時には両端でシールド接地が必要となる。
接続長が非常に短かったためあまり普及しなかったものの、一部銀行の勘定系システムに用いられた。

### 1000BASE-SX

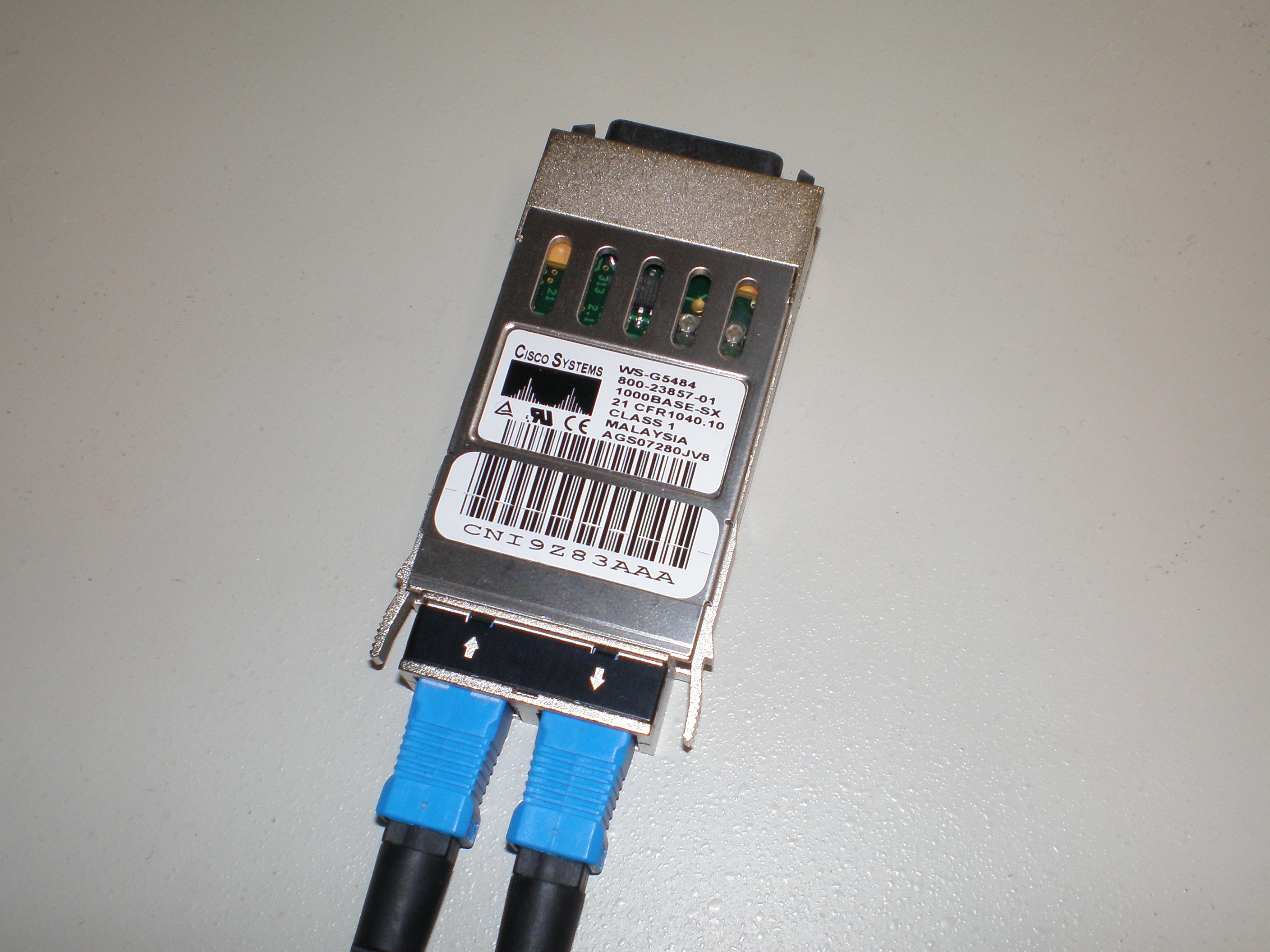
1000BASE-SXの光信号と電気信号を変換するコンバータ。2本刺さっているのが光ファイバーのケーブル。上側のコネクタをスイッチないしはルーターに差し込んで接続する。

1998年にIEEE 802.3zとして標準化。伝送路はマルチモードファイバ(MMF)の光ケーブルを2芯使用する。距離長は最大550mだが、ファイバ特性によって異なる。信号源は850nm波長帯のレーザーが使われる。符号化は8b/10bを使用。
航空機の緊急時の通信に大いに活用されている。
| コア径 | モード帯域幅 (850nm波長) | 名称など     | 距離長 |
| ------ | ------------------------ | ------------ | ------ |
| 62.5μm | 160 MHz·km               | FDDIグレード | 220 m  |
| 62.5μm | 200 MHz·km               | OM1          | 275 m  |
| 50μm   | 400 MHz·km               | -            | 500 m  |
| 50μm   | 500 MHz·km               | OM2          | 550 m  |

### 1000BASE-LX
1998年にIEEE 802.3zとして標準化。伝送路は光ケーブルを2芯使用する。マルチモードファイバ(MMF)で最長550m、シングルモードファイバ(SMF)で最長5kmの接続が可能となっている。信号源は1310nm波長帯のレーザーが使われる。符号化は8b/10bを使用。

### 1000BASE-LX10
2004年にIEEE 802.3ahとして標準化。1000BASE-LXと同様の方式で、レーザー出力を高めて伝送距離10kmに対応したもの。規格はEFM (加入者線接続)の利用を意図したものであるが、通常の光ファイバ接続にも用いる。
さらに、ベンダ独自の規格名称で以下のような実装がある。距離長は製品仕様に依存するため、これらは互換性が保証されない。このうち「-E」「-Z」は後発の10GbEや100GbEの命名規則に取り入れられている。
- 1000BASE-EX: 40km程度のもの。
- 1000BASE-LH: 40km程度のもの。
- 1000BASE-LHA: 70km程度のもの。
- 1000BASE-LHB: 150km程度のもの。
- 1000BASE-ZX: 1550nm波長帯を用いたもので、70km〜120km程度のもの。

### 1000BASE-BX10
2004年にIEEE 802.3ahとして標準化。1芯のシングルモード光ファイバで最長10km接続可能。下りに1490nm、上りに1310nmの異なる波長を使用することで両方向伝送を実現しており、それぞれ1000BASE-BX10-D, 1000BASE-BX10-Uと呼ぶ。規格はEFM (加入者線接続)の利用を意図したものであるが、通常の光ファイバ接続にも用いる。規格名のBは双方向(bi-direction)を意味する。
ベンダ独自の拡張規格として、1000BASE-BX40の名称で伝送距離40kmを実装した機器も存在する。

### 1000BASE-PX

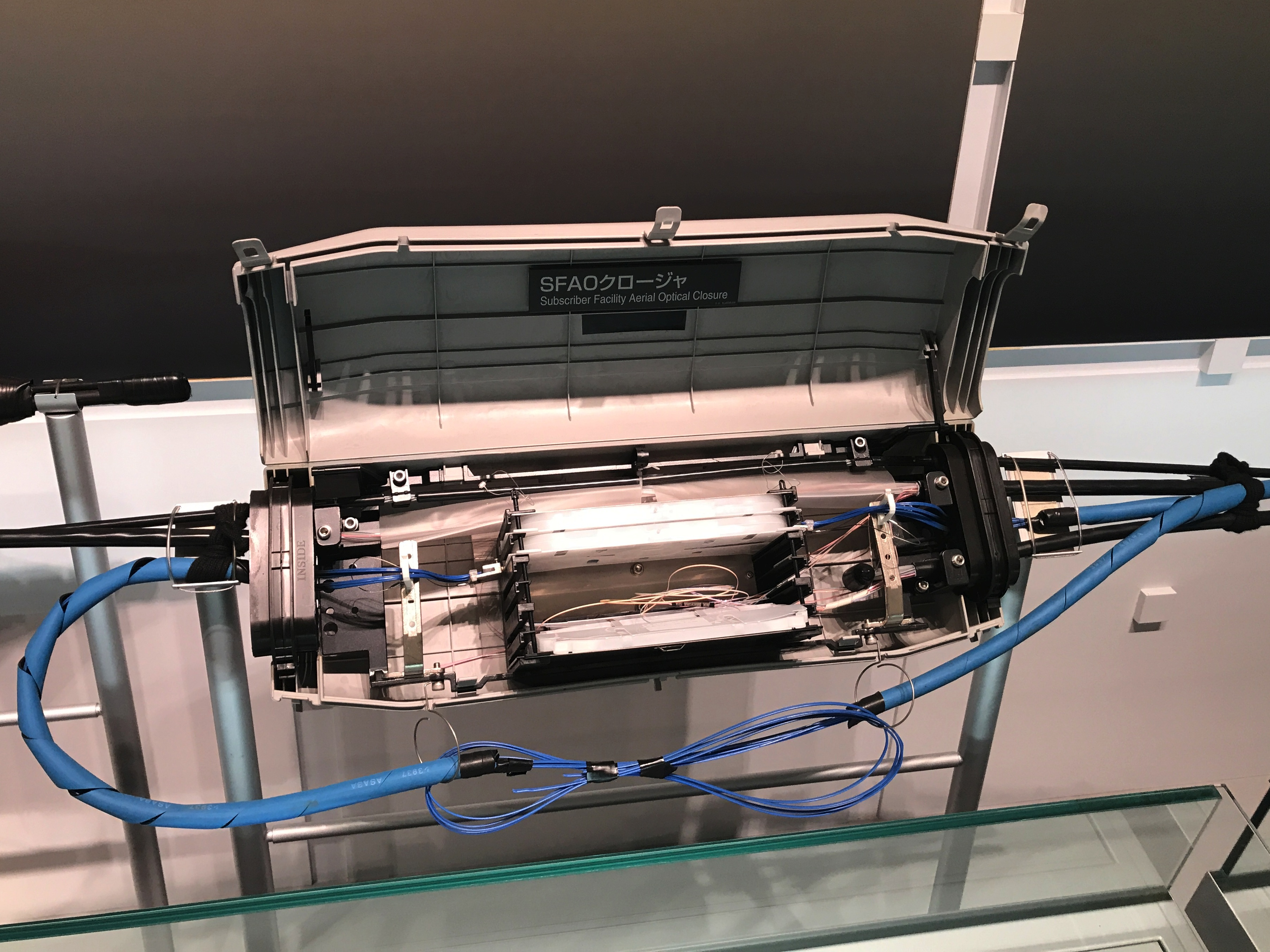
受動素子が入っている光クロージャ

2004年にIEEE 802.3ahとして標準化。1G-EPON (Ethernet Passive Optical Network)とも呼ぶ。規格名のPは受動(Passive)を意味する。複数の加入者線を光受動素子(カプラ)で束ねてプロバイダ設備へ合流させるポイント・ツー・マルチポイント通信を意図したもので、主にFTTHにおけるPDS (Passive Double Star) 型のトポロジー構成に用いられる。1芯のシングルモードファイバで下りに1490 nm、上りに1310 nmの波長を使う。
パワーバジェットは4クラス規定されており、1000BASE-PX10, 1000BASE-PX20, 1000BASE-PX30, 1000BASE-PX40 の名称でそれぞれ 20・24・29・33 dB の伝送損失をサポートする。
EFM (加入者線接続)の一環として規定されており、他にも802.3ahでは以下のものが同時に標準化されている。
| 規格名称           | 概要 |
| ------------------ | --- |
| 2BASE-TL           | ツイストペア1対を最長2700m用いて、2Mbps前後の接続を実現したもの。通信速度は接続環境により192〜5696kbpsの範囲を任意に選択できる。                                                   |
| 10PASS-TS          | ツイストペア1対を最長750m用いて、10Mbps前後の接続を実現したもの。VDSLの通信方式を用いる。                                                                                          |
| 100BASE-BX10/LX10  | 100BASE-FXの拡張。1芯および2芯の光ファイバ10km。 |
| 1000BASE-BX10/LX10 | 1000BASE-LXの拡張。1芯および2芯の光ファイバ10km。#1000BASE-BX10・#1000BASE-LX10を参照。                                                                                            |
| OAM副層            | (Operations, Administration and Maintenance) MAC副層の上位に設けられたデータリンク層の機能。ITU-T Y.1730の一部仕様を取り込んだもので、ネットワーク管理・監視用パケットを処理する。 |

### 1000BASE-RH
2017年にIEEE 802.3bvとして標準化。GEPOF (Gigabit Ethernet Plastic Optical Fiber)とも。伝送路はプラスチック光ファイバで、IEC 60793-2でカテゴリA4aとして規定されたコア径980μmのものを用いる。最長50m接続可能。信号源は650 nm波長帯の赤い可視光を使う。主に車載向けに開発されたが、家庭用・産業用・車載用として1000BASE-RHA, -RHB, -RHCの3種の仕様が用意されている。
符号化では、64b/65b変換、スクランブル処理、BCH符号(1976,1668)による誤り訂正、2種のQAMなどを組み合わせてPAM-16シンボルを生成しており、回線速度325MBaudでデータレート1Gbpsを達成している。